# Besse Cooper
Besse Berry Cooper, nata Brown (Sullivan County, 26 agosto 1896 – Monroe, 4 dicembre 2012), è stata una supercentenaria e insegnante statunitense, che ha detenuto il titolo di decana dell'umanità, cioè di persona vivente più anziana del mondo dopo la morte della supercentenaria brasiliana Maria Gomes Valentim, avvenuta il 21 giugno 2011. 
Occupa il 25º posto nella lista delle persone più longeve ed è stata l'ultima persona vivente nata nell'anno 1896.

## Biografia
Besse Berry Brown nacque il 26 agosto del 1896 a Sullivan County, nello stato del Tennessee, terza degli otto figli di Richard Brown (1861-1932) e Angeline Berry (1866-1927). Da bambina era un'alunna studiosa e con una grande passione per la lettura. Si iscrisse alla East Tennessee State Normal School (odierna East Tennessee State University) di Johnson City laureandosi nel 1916; Diventata insegnante, lavorò per breve tempo in Tennessee e già l'anno successivo nel 1917, quando gli Stati Uniti entrarono nella prima guerra mondiale, si trasferì a Between in Georgia dove lavorò fino al 1929.
Nel 1924 sposò Luther Harris Cooper (1895-1963) dal quale ebbe quattro figli:  Angeline (1929), Luther Jr. (1932), Sidney (1935) e Nancy (1944). Il marito morì a 68 anni nel dicembre del 1963 lasciandola vedova dopo 39 anni di matrimonio. Da allora la signora Cooper visse da sola in una fattoria fino al 2001, quando all'età di 105 anni si trasferì in una casa di riposo, la Walton Regional Medical Center Nursing Home situata a Monroe, in Georgia, dove è rimasta fino alla morte.
Besse Cooper è diventata la persona più anziana della Georgia il 19 gennaio 2009 in seguito alla morte di Beatrice Farve. Ad oggi rimane la seconda persona più longeva verificata del Tennessee, dopo Elizabeth Bolden che è morta nel dicembre 2006, all'età di 116 anni e 118 giorni, e l'ultima persona nata durante il secondo mandato del presidente Grover Cleveland.
Un suo curioso record consiste nel fatto di essere riuscita a vedere tutti i Giochi olimpici moderni, esclusa la prima edizione, anche se all'epoca era già nel grembo materno.
Il giorno del suo 116º compleanno aveva 4 figli ancora tutti in vita; a questi si aggiunsero 12 nipoti, 15 bisnipoti e 1 trisnipote.
Nel mese di luglio 2012, è stata presentata e approvata una proposta per intitolare in suo onore un ponte a Between, in Georgia. Il 24 agosto 2012 con una cerimonia ufficiale tale ponte è stato inaugurato come Besse Cooper Brown Bridge.
Aveva affermato che il segreto della sua longevità era legato al fatto di "pensare agli affari suoi" e di evitare di mangiare "cibo spazzatura".
Era di religione cristiana ed un'elettrice del Partito Repubblicano. Il suo cibo preferito era il pollo fritto.
È scomparsa il 4 dicembre 2012, all'età di 116 anni e 100 giorni.

## Traguardi di longevità
Prima del 2011
- L'8 novembre 2006, a 110 anni e 74 giorni, Besse Cooper viene riconosciuta dal Guinness dei primati come una supercentenaria.
- Il 19 gennaio 2009, dopo la morte di Beatrice Farve, a 112 anni e 146 giorni, Besse diviene la persona più longeva vivente nello stato della Georgia.
- Il 19 novembre 2009, morta Chiyo Shiraishi, Besse (a 113 anni e 88 giorni) entra fra le dieci persone più longeve viventi.

2011
- Il 31 gennaio 2011, dopo la morte di Eunice Sanborn, la Cooper, a 114 anni e 158 giorni, diviene la persona vivente più longeva di tutti gli Stati Uniti d'America.
- Il 14 aprile 2011 muore Walter Breuning, Besse diviene così, a 114 anni e 231 giorni, l'ultima americana superstite dell'anno 1896.
- Il 18 maggio 2011 il Guinness dei primati certifica il caso della brasiliana Maria Gomes Valentim che viene perciò dichiarata, surclassando la Cooper, la persona più vecchia del mondo.
- Il 21 giugno 2011, dopo la morte di Maria Gomes Valentim, diviene la decana dell'umanità. All'epoca aveva 114 anni e 299 giorni.
- Il 9 agosto 2011, superando in classifica la Valentim diventa la più longeva delle persone nate nel 1896 (114 anni, 348 giorni).
- Il 26 agosto 2011 compie 115 anni. È la ventitreesima persona al mondo a raggiungere quest'età, e la prima dai tempi di Gertrude Baines.
- Il 22 ottobre 2011, diviene una delle venti persone più longeve di tutti i tempi. All'epoca aveva 115 anni e 57 giorni.
- Il 2 dicembre 2011, a seguito della morte di Chiyono Hasegawa, è divenuta l'unica persona nata nel 1896 ancora vivente, a 115 anni e 98 giorni.

2012
- Il 27 gennaio 2012, all'età di 115 anni e 159 giorni, sorpassando Bettie Wilson, diventa una delle 10 persone più longeve di tutti i tempi verificate americane.
- Il 1º febbraio 2012, superando Gertrude Baines, entra tra le 15 persone più longeve di sempre.
- L'8 marzo 2012, superando Edna Parker, è diventata l'insegnante più longeva di sempre.
- Il 10 aprile 2012, superando Charlotte Hughes, entra tra le 10 persone più longeve di sempre.
- Il 26 agosto 2012, diventa una delle 8 persone ad aver superato i 116 anni di età e la prima a raggiungerli dai tempi della connazionale Elizabeth Bolden nel 2006.
- Il 4 dicembre 2012, si spegne all'età di 116 anni e 100 giorni.